# Chiến dịch Atlanta
Chiến dịch Atlanta là một chuỗi các trận đánh diễn ra tại Mặt trận miền Tây thời Nội chiến Hoa Kỳ, trên khắp khu vực tây bắc Georgia và lân cận Atlanta trong mùa hè năm 1864. Thiếu tướng miền Bắc William T. Sherman đã tiến quân tràn vào Georgia từ vùng lân cận Chattanooga, Tennessee, bắt đầu từ tháng 5 năm 1864, đối đầu với đại tướng miền Nam Joseph E. Johnston.
Binh đoàn Tennessee của Johnston đã rút lui về phía Atlanta trước những đòn tấn công bọc sườn liên tiếp của đối phương. Đến tháng 7, tổng thống miền Nam đã thay thế Johnston bằng viên tướng hung hăng John Bell Hood, người bắt đầu thách thức quân miền Bắc bằng một loạt các cuộc công kích trực diện gây thiệt hại lớn. Quân đội của Hood cuối cùng bị vây hãm tại Atlanta và thành phố đã thất thủ ngày 2 tháng 9, góp phần đưa cuộc nội chiến đi nhanh đến hồi kết.